# ألبرت هو
ألبرت هو (بالصينية: 何俊仁) هو كاتب عدل ‏ وسياسي هونغ كونغي، ولد في 1 ديسمبر 1951 في هونغ كونغ في الصين. حزبياً، نشط في Democratic Party (Hong Kong) ‏ وHong Kong Affairs Society ‏. وقد انتخب عضو المجلس التشريعي لهونغ كونغ عن دائرة District Council (Second) ‏ (1 أكتوبر 2012 – 30 سبتمبر 2016) وانتخب عضو المجلس التشريعي لهونغ كونغ عن دائرة New Territories West (1998 constituency) ‏ (1 يوليو 1998 – 30 سبتمبر 2012).